# Dibenzoylperoxid
(Di-)Benzoylperoxid ist ein farbloses Pulver mit schwachem Geruch. Es gehört zu den organischen Peroxiden. Das Pulver fällt in den Geltungsbereich des Sprengstoffgesetzes und wird in der Anlage II in die Stoffgruppe B eingeteilt.

## Geschichte
Dibenzoylperoxid war eines der ersten synthetisierten organischen Peroxide. Es wurde 1858 erstmals von B.C. Brodie beschrieben. Eine erste industrielle Nutzung begann ab etwa 1900 als Bleichmittel. Mit dem verstärkten Aufkommen synthetischer Kunststoffe ab 1940 stieg die Anwendung der Substanz als Radikalstarter für Polymerisationsreaktionen von Vinylmonomeren.

## Herstellung
Benzoylperoxid lässt sich aus Benzoylchlorid und Natriumperoxid oder Wasserstoffperoxid herstellen.

## Eigenschaften
Die Bindung zwischen den beiden Sauerstoffatomen ist labil und spaltet sich homolytisch unter geringer Energieaufwendung, z. B. durch Lichteinstrahlung (photolytisch) oder Zuführung von Wärme (thermolytisch). Bei der radikalischen Polymerisation von Alkenen spielt die Bildung der Benzoyloxy-Radikale eine wichtige Rolle:
Dabei zerfällt Benzoylperoxid leicht in zwei Benzoyloxyradikale, die weiter unter CO2-Abspaltung in Phenylradikale zerfallen. Die Phenylradikale können anschließend zu Biphenyl dimerisieren:
In der dermatologischen Anwendung kann es daher zu phototoxischen Wirkungen kommen. Als potentes Oxidationsmittel wirkt Benzoylperoxid antibakteriell und keratolytisch. Dabei werden die Aminosäuren der Bakterien oxidiert, nach Freisetzung von Benzoesäure und oxidativer Spaltung der Lipidbrücken des Keratins kommt es zur Keratolyse. Über die Reduktion freier Sauerstoffradikale tritt zusätzlich eine Entzündungshemmung ein.
Beim Erhitzen kann Benzoylperoxid explodieren. Deshalb enthält im Handel befindliches Benzoylperoxid immer Phlegmatisierungsmittel (z. B. 20 % Wasser) oder Weichmacher zur Stabilisierung.

## Verwendung
Benzoylperoxid findet als Wirkstoff in der Dermatologie und hier insbesondere bei der topischen Therapie von Akne Verwendung. Benzoylperoxid ist antibakteriell, nicht komedogen, hemmt die Proliferation der Talgdrüsen und kann die Hornzellen der Epidermis verkleinern. Die Wirkung beruht auf dem Zerfall und der Freisetzung reaktiver Sauerstoffspezies. Die Dauer der Behandlung beträgt im Durchschnitt zwischen 4 und 10 Wochen, Benzoylperoxidpräparate werden ein- bis zweimal täglich aufgetragen. Leichte Hautreizungen sind zu Beginn der Behandlung möglich, in seltenen Fällen können kontaktallergische Reaktionen vorkommen. Aufgrund der erhöhten Sensibilität der Haut ist UV-Strahlung, beispielsweise in Form von Solariumsbesuchen oder Sonnenbädern, zu vermeiden. Die Anwendung wird während des letzten Schwangerschaftsmonats nicht empfohlen und sollte generell während Schwangerschaft und Stillzeit überdacht werden. Benzoylperoxid-Zubereitungen sind in vielen Ländern – nicht in Österreich oder der Schweiz – in Konzentrationen bis 10 % rezeptfrei erhältlich.
Kosmetische Artikel dürfen kein Benzoylperoxid enthalten.
In der organischen Chemie wird Benzoylperoxid als Radikalstarter z. B. für radikalische Polymerisationen, verwendet (zum Beispiel in Kunstharzen auf Methylmethacrylat-Basis zur Erstellung von Industriefußböden oder auch als Bestandteil von Zwei-Komponenten-Klebstoffen).
Industriell wird Benzoylperoxid als Initiator bei der Acrylharzproduktion nicht mehr eingesetzt, da dann ca. 0,2 % (toxisches) Benzol als Zerfallsprodukt in den Kunstharzen enthalten ist. Als Alternative wird z. B. Dicumylperoxid verwendet.

## Handelsnamen

### Als Arzneimittel
Monopräparate
Aknefug BP (CH), Aknefug oxid (D), Akneroxid (A, D, CH), Benzac (CH), Benzaknen (D), Benzoyt (D), Brevoxyl (D), Cordes BPO (D), Klinoxid (D), Lubexyl (CH), Marduk (D), PanOxyl (D), Sanoxit (D)
Kombinationspräparate
Acne Crème plus (CH), Acne Plus (A, D), Duac (D), Epiduo (D, CH)

### Als Radikalstarter
Basiron, Stioxyl, Panoxyl, Perkadox L-W75